# Der Sizilianer (1972)
Der Sizilianer (Originaltitel: Torino nera) ist ein italienisch-französischer Kriminalfilm aus dem Jahr 1972. Alternativtitel des Films von Regisseur Carlo Lizzani ist Die Rache des Sizilianers.

## Handlung
Der Sizilianer Rosario Rao zieht mit seinen beiden Söhnen auf der Suche nach Arbeit nach Oberitalien. Bei einem Besuch eines Fußballspiels im Turiner Fußballstadion wird unmittelbar neben ihm ein Mann erschossen. Der unschuldige Rao wird festgenommen und im anschließenden Prozess als Sündenbock zu einer Gefängnisstrafe verurteilt, nachdem ihn von dem Mafioso Fridda bestochene Zeugen belastet hatten. Raos 13-jähriger Sohn Mino glaubt an die Unschuld seines Vaters und versucht auf eigene Faust die wahren Täter zu finden, wobei er von Rechtsanwalt Mancuso und einer Prostituierten unterstützt wird. Sie treffen jedoch auf eine Mauer des Schweigens. Zunächst kommt die Prostituierte, angeblich durch einen Unfall, bei einem Sturz durch ein Fenster ums Leben. Als Mino dem Syndikat zu nahe kommt, wird er überfallen und brutal zusammengeschlagen.
Als Rao seinen Sohn im Spital besuchen darf, flüchtet er. Er beschafft sich eine Waffe und beginnt einen Rachefeldzug, dem zunächst der Mann, der seinen Sohn zusammengeschlagen hat, zum Opfer fällt. Von der Polizei verfolgt, jagt und erschießt er schließlich den Mafioso Fridda, der in der Öffentlichkeit als wohlhabender Bauunternehmer auftritt.

## Synchronisation
| Darsteller       | Rolle         | Synchronsprecher         |
| ---------------- | ------------- | ------------------------ |
| Marcel Bozzuffi  | Fridda        | Heinz Petruo             |
| Bud Spencer      | Rosario Rao   | Manfred Grote            |
| Françoise Fabian | Lucia Rao     | n.n.                     |
| Guido Leontini   | Trotta        | Friedrich Georg Beckhaus |
| Vittorio Duse    | Camarata      | Helmut Heyne             |
| Nicola Di Bari   | Mancuso       | Claus Jurichs            |
| Andrea Balestri  | Raffaele Rao  | n.n.                     |
| Mario Pilar      | Vanni Mascara | Gerd Duwner              |

## Kritik
Das Lexikon des internationalen Films schrieb, das Werk sei ein „nach einem tatsächlichen Vorfall inszenierter Kriminalfilm mit melodramatischen Momenten, der sich um Milieutreue bemüht und von den Darstellern überzeugend vorgetragen wird“.